# Edouard Taylor

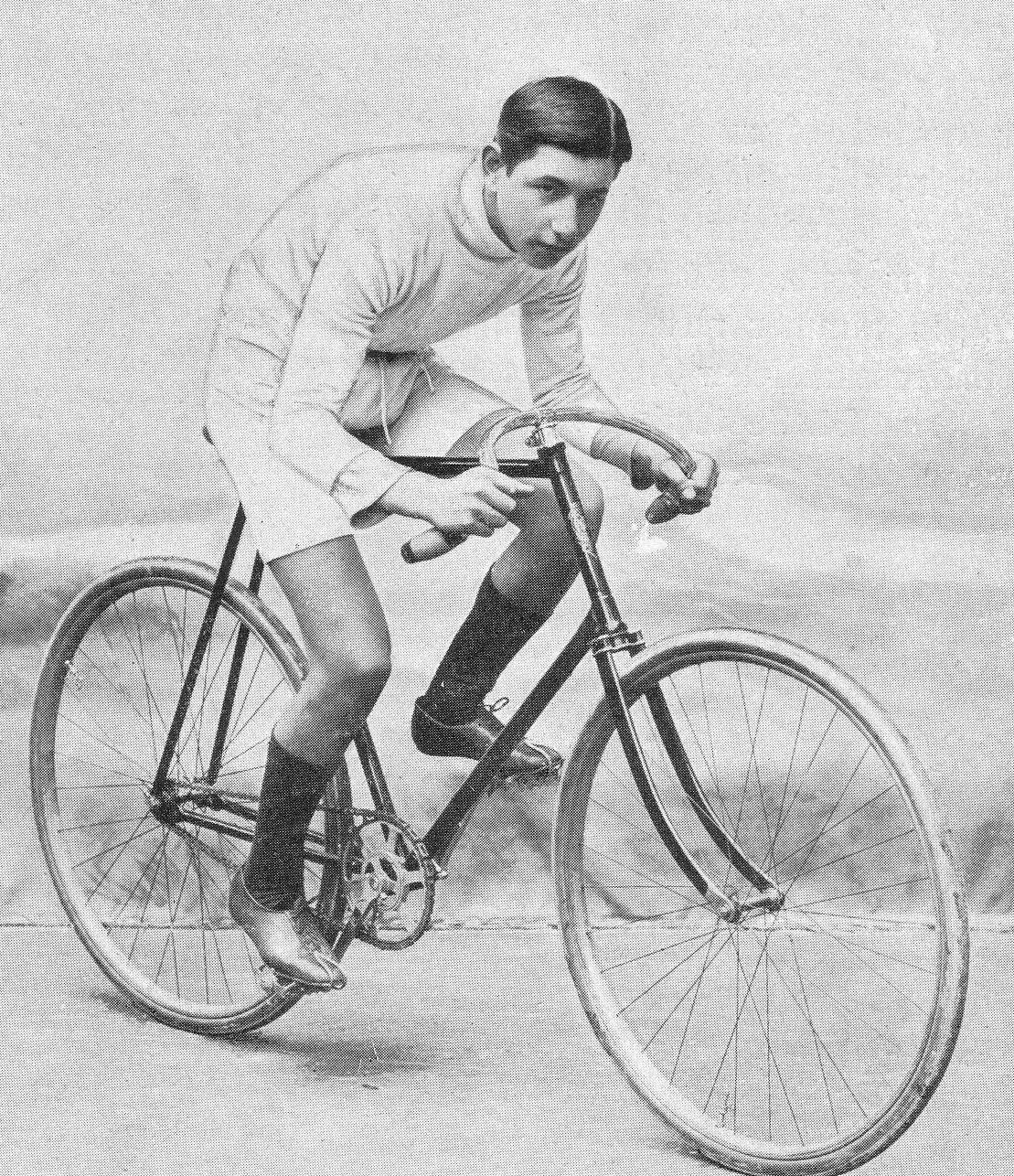
Edouard Taylor

Edouard-Henry Taylor (* 18. Juni 1880 in Paris; † 24. September 1903 in Aubervilliers) war ein französischer Bahnradsportler.
Edouard Taylor hatte englische Eltern, wurde aber in Paris geboren und wuchs dort auch auf. Obwohl schon als Kind von schwächlicher Konstitution, begann Edouard Taylor mit 15 Jahren seine Rennfahrerlaufbahn. Weil er so auffällig zart war, nannte ihn das Publikum gosse rouge (frz., „roter Knirps“). 1896, im Alter von 16 Jahren, wurde er Profi. 1897 und 1898 startete er mehrere Monate lang in den USA. Das Jahr 1899 war sein bestes: Taylor gewann mehrere große Preise als Steher, wurde Französischer Meister und stellte als erster den Rekord auf, den Kilometer in einer Minute zurückzulegen (hinter Schrittmacher). 1900 nahm er an den Olympischen Spielen in Paris teil und wurde im Steher-Rennen der Profis Dritter hinter Arthur Chase und Émile Bouhours. In jener Saison gewann er in Deutschland das Goldene Rad von Berlin.
Nachdem Taylor 1902 den dritten Platz im Rennen der Profi-Steher  bei den Bahnrad-Weltmeisterschaften  belegt hatte, musste er aus Krankheitsgründen seine Rennkarriere beenden und arbeitete anschließend als Trainer. 1903 starb er an Tuberkulose.